# Брайан Штернберг
Бра́йан Ште́рнберг (англ. Brian Sternberg; 21 июня 1943, Сиэтл, Вашингтон — 23 мая 2013, Сиэтл, Вашингтон) — американский легкоатлет, был рекордсменом по прыжкам с шестом среди мужчин на Чемпионате США по лёгкой атлетике.

## Карьера
Родился в городе Сиэтл, после окончания средней школы Шорлайн в 1961 году, поступил в Вашингтонский университет.
25 мая 1963 года, в Модесто, штат Калифорния установил рекорд прыгнув 5,05 метров используя шест из стеклопластика (фибергласс). 7 июня 1963 года побил свой рекорд, прыгнув на 5,08 м.
Пять недель спустя тренировался на спортивной арене Hec Edmundson Pavilion в рамках подготовки к этапу соревнований в СССР. Выполняя двойное сальто, неудачно приземлился на шею и получил тетраплегию.
В 1996 году был прооперирован доктором Гарри Голдсмитом в Германии. Скончался 23 мая 2013 года в Сиэтле.